# مرکز آموزش ملی فورت ایروین
مرکز آموزش ملی فورت ایروین (به انگلیسی: Fort Irwin National Training Center) نام محدوده آموزشی نیروهای نظامی ایالات متحده آمریکا واقع در بیابان موهاوی است که ارتفاع ۲٬۴۵۴ فوت (۷۴۸ متر) قرار گرفته است و در ۳۷ مایل (۶۰ کیلومتر) شمال شرقی بارستو، کالیفرنیا واقع شده است.